# Suzuki MotoGP
‌
Suzuki MotoGP est l'équipe officielle de la marque Suzuki dans le championnat du monde MotoGP, fonctionnant sous le nom du Team Suzuki Ecstar à des fins de sponsoring.

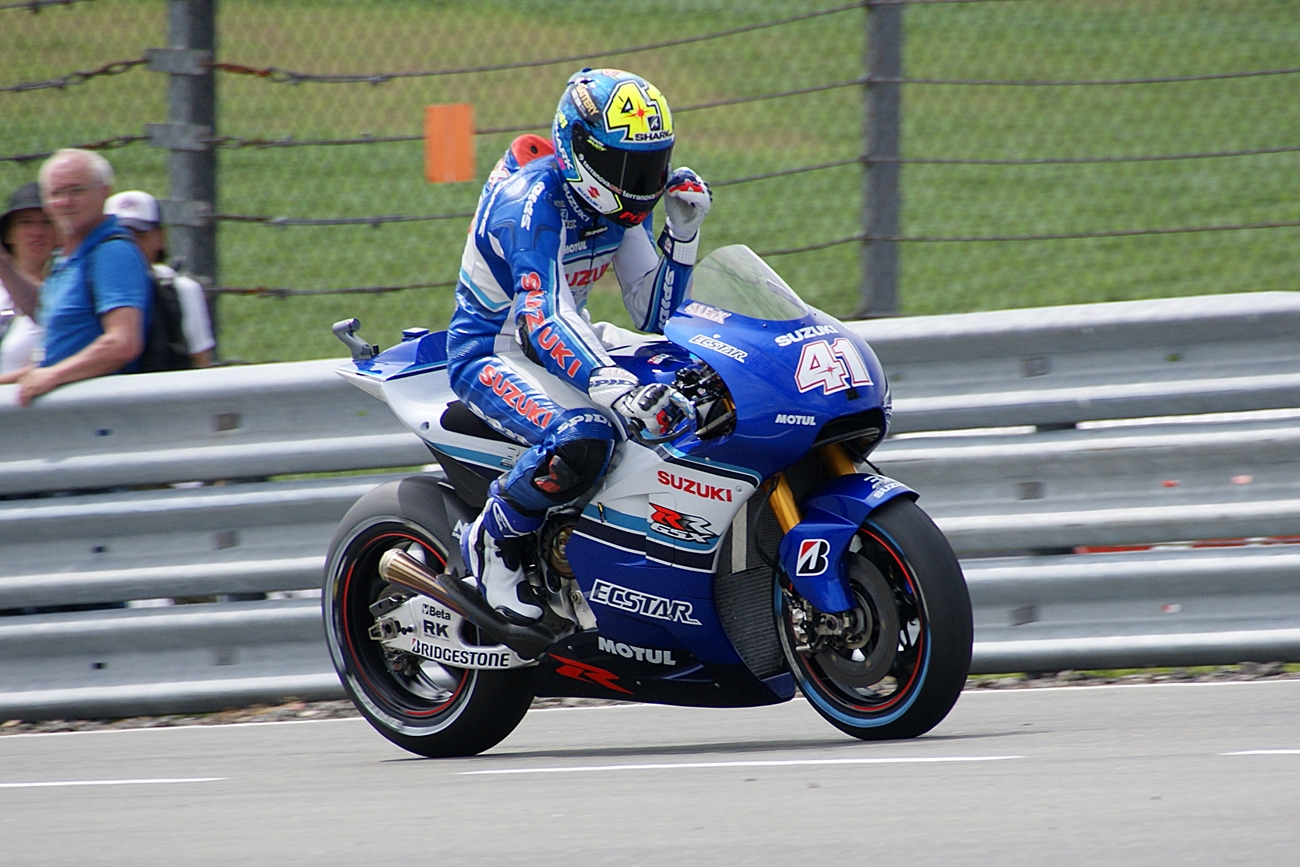
Aleix Espargaró au Grand Prix moto d'Allemagne 2015.

Suzuki s'est retiré de la compétition à la fin de la saison 2011. Cependant, en juin 2013, Suzuki a annoncé qu'il mettrait fin à sa pause et retournerait en MotoGP avec une équipe d'usine en 2015.